# 佐賀偶像是傳奇
《佐賀偶像是傳奇》是由MAPPA、avex pictures、Cygames合作推出的原創電視動畫。由MAPPA負責動畫制作，境宗久導演，村越繁負責劇本構成，深川可純担任角色設計。於2018年10月4日開始播出，電視動畫全12話。宣傳語是「新感覺喪屍系動畫」。 
2019年7月27日，在佐賀縣唐津市舉行的「凱旋回歸演唱會」公佈第二季《佐賀偶像是傳奇 捲土重來》製作決定；2021年4月8日，第二季開始播出。
2021年10月17日宣佈電影化決定，PV《ゾンビなき戦い 佐賀復讐篇》公开

## 製作
企划酝酿了4年的时间。制作喪屍偶像作品的想法源于Cygames的竹中信广觉得《巴哈姆特之怒 GENESIS》中的莉塔很可爱，在与MAPPA的制作人大塚学交谈后，大塚学认为很有趣，于是着手制作企划书。然而在Cygames的稟議中未获得批准，而佐贺县伊萬里市出身的Cygames社長渡邊耕一表示“希望做一部刻画佐贺县的动画”，因此利用这个机会将二者合在一起。为此社長还一同前往佐贺进行取景并向团队介绍。片名也从暂定的《偶像喪屍》（アイドルゾンビ）变更为正式的《佐賀偶像是傳奇》（ゾンビランドサガ，直譯《喪屍之地佐賀》），因为本作有别于一般的偶像作品，而且以当时的风潮来说，片名使用「偶像」（アイドル）太普通了。竹中信广表示本作是Cygames推出的第1个无关游戏的原创动画企划，至于「为什么而做」，其实只是在做想做的东西。
在竹中信广和大塚学制作企划的过程中，动画制作人员中导演一职是最先决定的。为此在企划尚未固定时便同导演境宗久进行了交谈，负责角色设计的深川可純是导演介绍过来的；系列剧本构成由擅长搞笑和喜劇的村越繁担任，这也是村越繁首次担任系列剧本构成；配乐交给了喜欢死亡金屬音樂的高梨康治。

### 配音
导演要求聲優们以自然的声线来配音，并且非常重视喊叫声，要求大家真的大声喊叫出来，台本上也写着「请像燃烧生命一样大声喊叫」。第一话中，二阶堂咲拿扩音器吼的场景是田野麻美真的拿着扩音器在麦克风前吼的，本渡楓也和源樱一样是拿着手持麦克风吼的。
宮野真守饰演巽幸太郎。从一开始就得到指示说「一切就交给宫野先生自由发挥了」。因为巽幸太郎是情绪高涨的男人，所以宫野真守也充分进行了发挥。而且有时候明明台本上什么都没有，但是他在那儿一个劲说。
田野麻美饰演二阶堂咲。在试音的时候，二阶堂咲还是个说标准日语的角色，但因为角色是称霸九州的不良少女（暴走族），所以决定采用佐贺方言配音。因此录音现场有佐贺出身的方言指导人员，田野麻美也对不良少女（暴走族）进行了一番研究。为了发出喪屍感觉的叫声，虽然害怕但田野麻美还是观看了电影等、并练习如何发出那样的叫声。
種田梨沙饰演水野愛。種田梨沙在最初拿到资料时，就想尝试为愛配音了。

## 故事大綱

### 第一季
渴望成為偶像的女高中生源櫻在2008年某日被貨車撞死，她在十年後清醒並發現自己成為殭屍，收留櫻的神秘經紀人巽幸太郎要求櫻與六位來自不同時期的女性殭屍組成偶像團體，以振興佐賀縣。在初次演出後，對生前記憶毫無所悉的櫻想起了片段記憶。
之後，她們將團體定名為「法蘭秀秀」，二階堂咲自薦擔任隊長。她們在佐賀城進行了饒舌對決、在唐津車站快閃演出、代言嬉野市的製藥公司產品和佐賀的雞肉料理專賣店Drive-In Tori、參與鹿島泥林匹克，知名度逐漸提高，同時引起了記者大古場新太的注意。
在一次攝影見面會中，成員紺野純子與水野愛就和粉絲互動一事的觀點不同而產生衝突，並拒絕參與練習。櫻在與純子對談時得知她死於飛機失事，而咲則得知水野愛遭雷擊而死。在巽告訴純子並不需要迎合現代的偶像標準後，她回歸團隊並一同參與Rock Saga。在演出進行到一半時，她們再度遭閃電擊中，不但沒有受到傷害，反而還在全身發光的情況下演出電音舞曲，進而受到大篇幅報導。在法蘭秀秀進行多場演出後，成員星川莉莉的父親認出了自己的孩子，法蘭秀秀特別設計了演出，讓莉莉向父親道別。咲阻止了以前率領的暴走族與另一群暴走族的紛爭，並透過舉辦演唱會來讓兩個幫派和解。
法蘭秀秀即將在唐津市鄉土會館Arpino舉辦觀眾數達500人的大型演出，櫻認為這是找回記憶的線索，因此十分焦躁。她們被送到山上進行修練，但因其它成員都在考慮野外求生，讓重視排練的櫻和其它成員產生不合，她透過觀察其它成員排練意識到自己的自私並重新融入團隊。演唱會開始前一週，櫻再次被卡車撞到，恢復了生前的記憶，也失去殭屍期間的記憶。
在得知自己的經歷後，櫻變得十分消極並認為自己的努力不會產生好結果，不過其它成員仍沒有放棄，她們協力說服櫻登台演出，強調即使失敗也在所不惜。演出當日，大雪導致會場崩塌，但法蘭秀秀仍舊在全毀的舞台上熱歌勁舞，櫻也在演出期間恢復了記憶。之後，大古場對其中幾個成員的身分產生懷疑，作為未解決的伏筆。

### 捲土重來
在法蘭秀秀於Arpino演出後一個月，她們在鳥栖體育場的演唱會慘敗，欠下兩千萬日圓的債務，成員不得不兼差各種工作還債，幸太郎也成天借酒澆愁。法蘭秀秀決定在佐賀的Live House Geils公開一首幸太郎為她們準備的新歌，但她們沒能說服幸太郎參加，導致她們必須在沒有幸太郎的情況下演出。在徐福酒吧的酒保提點幸太郎後，他想起過去與法蘭秀秀一起克服的難關，在重新振作後，幸太郎飛奔到Geils，激勵法蘭秀秀進行演出。次日，幸太郎再度恢復往日活力，協助法蘭秀秀的演藝事業。
她們透過參與電視節目的機會，結識了打算退休的電台主持人白龍（聲：白龍），接下了他的節目主持工作；在佐賀競技場的啟用典禮上進行演出，期間水野愛拒絕了自己過去的團體「Iron Frill」C位詩織的邀約，並與法蘭秀秀成員一起展現出能與Iron Frill的表演並駕齊驅的實力；莉莉報名了選秀節目「日本表演天王」，與天才童星大空來人（聲：高山南）較量，儘管她未能獲選，但她的即興演出引發了模仿風潮。
某日，山田妙被派去採買料理食材，並在因緣際會下在競艇場贏得兩千萬日圓，法蘭秀秀的債務得以償清，此過程中，櫻不慎弄斷了妙的頭，此景被大古場拍下，之後他查出了夕霧以外所有法蘭秀秀成員的真實身分。又一日，幸太郎在澡堂不慎導致佐賀南高中的女學生楪舞舞滑倒昏迷，並將其誤認為屍體而帶回，之後楪舞舞擔任了法蘭秀秀的一日團員。
其中也插入了关于夕雾的过去：夕雾作为传奇花魁，被日比谷大爷赎身后，来到佐贺生活，并认识到致力于佐贺县恢复独立运动的百崎喜一。佐贺县恢复独立运动引起了日本朝廷明治政府的警惕，朝廷派來的监视者伊东正次郎伪装为喜一的密友，一直留意运动的动向。随着运动演變成武装行动，伊东杀死准备起事的旧士族，但他命喪夕雾手中，而喜一則在夕雾安排下出逃，之后夕雾作为运动的替罪者被朝廷处死。经过当地乡民的努力，明治16年（1883年）5月9日，佐贺县从长崎县恢复独立。
记者大古场新太经过长期的资料收集和偶然的发现，几乎查明了芙兰秀秀全员的过去，他以此作为证据并以为幸太郎的行为是在亵渎死者来予以谴责。在他准备将此发表时，佐贺县遭遇特大暴风雨天气袭击導致多处水灾，芙兰秀秀在一座百货商场避难，期间差点暴露了作为僵尸的身份，但还是得以圆场并为灾民们带来欢乐，令大古场意识到自己的判断是否过于武断。之后幸太郎也找到芙兰秀秀众人，帮她们重新化妆并确定演唱会如期举行。之后也向源樱表明了就是为了让她成为偶像，成为佐贺特别的存在，而复活众人的，并为此付出了不少代价。
最终在2020年3月8日，芙兰秀秀准时来到鳥栖體育場，在开演前芙兰秀秀的广播节目鼓舞、大古场和幸太郎的不断请求下，大量佐贺的市民也来到鳥栖體育場，众多之前故事的人们鼎力相助准备演出场地，使演唱会圓滿成功。故事仍留下了两个伏笔：幸太郎隐藏一块可能来自他的血迹、故事结尾时一艘巨大的太空飞船对地面发射了一束光束攻击。

## 登場角色

### 法蘭秀秀
“佐賀偶像是傳奇企劃”中由7名喪屍少女组成的偶像组合，以一棟別墅為活動據點，组合成员对外称呼编号，以掩盖真实身份。经纪人巽幸太郎最初定名为“屍娘”（デス娘），之后改为“Green Face”（グリーンフェイス）。最终由全体组合成员定名为“法蘭秀秀”（フランシュシュ，Fran Chou Chou）。雖然並非每個人都是佐賀出身，但都和佐賀有些因緣。
源櫻（聲：本渡楓）
生卒年：1991年4月2日—2008年4月7日（佛滅日）
偶像暱稱是喪屍1號。命運坎坷的女高中生，似乎有著「為何事努力，最後一定會失敗」的命運。原本失去生前的記憶，在第一季第12話恢復全部的記憶。在升上高二的第一天，帶著新人練習生招募資料要投遞到練習生事務局，但在出門後便被車撞死，得年17歲，十年後（2018年）復活成為喪屍。是水野愛的鐵桿粉絲，會使用佐賀北部唐津地區的方言。
學業與運動神經相當優秀，運動會接力賽的練習賽與升學模擬考的表現也都十分亮眼，小學三年級時更被選為學藝會的話劇主演，本人也非常上進。只可惜平常總是把自己逼得太緊，加上缺了一些時運，總是會在關鍵時刻發生意料外的狀況。如：學藝會當天因患上腮腺炎請假、運動會當天因肌肉拉傷而退場及升學考當天路上突然出現許多無法走動的老婆婆並出手幫助，導致表現失常而落榜。
從第2期第七話對櫻的死亡報導可知她生前住在佐賀縣唐津市。
二階堂咲（聲：田野麻美）
生卒年：1979年5月15日—1997年8月30日（佛滅日）
偶像暱稱是喪屍2號。20世紀末稱霸九州的暴走族團伙「怒羅美」傳說中的特攻隊長，在1997年與其它組織進行膽小鬼博弈時連人帶車衝下山谷身亡，得年18歲。生前有著稱霸全國的夢想，成為喪屍後改以偶像的身分達成稱霸全國的目標，因此自薦擔任法蘭秀秀的隊長。
戰鬥力超群，生前與初代怒羅美總長霧島麗子兩人聯手，即可輕鬆擺平敵對暴走團夥十餘人。性格雖然粗魯，內心卻很為同伴著想，會取笑星川莉莉，但當星川莉莉受到驚嚇或危險時她總是第一時間保護莉莉。
第二期第二話中，體會了什麼叫「平凡人的普通」，而痛哭流涕。
水野愛（聲：種田梨沙）
生卒年：1992年3月7日—2008年8月4日（佛滅日）
偶像暱稱是喪屍3號。2000年代的偶像，登頂偶像圈的偶像組合「Iron Frill」雷打不動的C位，傳說中的平成偶像，2008年在九州佐賀鳥栖體育館舉辦演唱會時被閃電（雷打了28道）擊中（其设定的死亡日2008年8月4日，现实的佐贺当地同样为雷阵雨），於緊急送醫的途中逝世（在送醫過程中是有知覺的），得年16歲。因此她非常害怕閃光燈和打雷，在於「佐賀搖滾」中克服此症狀，並與法蘭秀秀眾團員完成初次大型舞台演出。
紺野純子（聲：河瀨茉希）
生卒年：1964年9月2日—1983年12月9日（佛滅日）
偶像暱稱是喪屍4號。點燃1980年代的偶像熱潮，風靡一時的人物，傳說中的昭和偶像，在1983年首次九州巡迴演出時因搭乘之前往佐賀的飛機失事而不幸罹難，得年19歲。由於生在沒有社群網站的昭和時代，她起初對與粉絲進行互動的尺度有些保留，能独立维修一些物件（例如房间门、电吉他），也不太会使用电脑（不擅长使用输入法打字、用拔掉电源线的方式關閉電腦）。

由于她的经历，有爱好者推测其角色原型可能来源于因日本航空123号班机空难身亡的著名演员北原遥子或坂本九。
夕霧（聲：衣川里佳）
生卒年：1863年11月23日（文久3年10月13日）—1882年12月28日（明治15年12月28日）（佛滅日）
偶像暱稱是喪屍5號。從幕末到明治的這段動盪時代，在維新運動背後有著她的身影。幕末時期傳說中的花魁，被日比谷大爷赎身后带到佐贺，在日比谷大爷病故后独自生活，由于介入到喜一带领的佐贺恢复动乱事件，斩杀了朝廷的监视者伊东，作为事件的替罪者在1882年被斬首而死，得年19歲，但因年代生於比較早，是團員中最年長的一位。
「法蘭秀秀」當中廚藝及武藝最好的。
星川莉莉（聲：田中美海）
生卒年：1999年10月6日—2011年11月30日（佛滅日）
偶像暱稱是喪屍6號。憑藉大河劇一炮走紅，完成了全電視頻道黃金女主的壯舉，傳說中的天才童星，本名「豪正雄」，本身生理性别是男性，但自我性别认识为女性的跨性別女童星。2011年時，在長期過勞的情況下，因長出鬍子而受到驚嚇猝死，得年12歲。其心臟不時會因為受驚嚇或緊張而跑出體外。
山田（又译：山田多惠，聲：三石琴乃）
生卒年：不詳
偶像暱稱是喪屍0號。死因不明，得年29歲。唯一沒有恢復人類意識的喪屍，但透過小櫻的幫助下，略有恢復意識，但依然不能說話，也無法正常說話。初期會不受控地亂咬東西，鱿鱼丝能抚平她情绪，头部曾经好几次在演出过程掉落但都被当作魔术敷衍过去。在櫻的耐心教學下可以進行偶像活動，現時雖仍不能夠正常說話，但已能夠使用鼓等樂器。
團名「法蘭秀秀」的命名者。
第2期第6話顯示祖墓就在源家旁。
在外傳漫畫中「First Zombie」中，疑似是驅魔師。

### 法蘭秀秀相關者
巽幸太郎（聲：宮野真守）
神秘的「佐賀偶像是傳奇計畫」負責人兼經紀人兼司机，意图培養喪屍偶像以振興佐賀县，左撇子。会亲自和赞助商午餐会谈，拉拢资金。此外他還擅長好莱坞级化妝，能讓喪屍少女们以普通人的模樣對外演出，另外還可以作曲，並隨身攜帶魷魚絲以安撫喪屍，是個十全十美的經紀人。在第一季第12話中透露他認識高中時期的源櫻，是他的同班同學，並希望她的夢想能實現。在第二季第11話中透露了以復活源櫻并以喪屍的身分成为偶像為目標，哪怕與神或惡魔為敵，也不放棄。在回憶中，櫻稱呼他為「乾同學」。
罗梅罗（聲：高戶靖廣）
幸太郎养的喪屍貴賓犬，平时如同小型宠物狗，但一些情况下会变得强壮凶狠。於第二季第八話中在夕霧生前的年代已出現。命名疑似致敬喬治·安德魯·羅梅羅。
羽場詩織（聲：德井青空）
第一季第7話初登場。水野愛過去所屬的偶像團體「Iron Frill」現任成員兼C位。小時候很憧憬時為「Iron Frill」C位的水野愛。第二季中試圖將法蘭秀秀3號（愛）挖角到Iron Frill。
豪剛雄（聲：小山剛志）
第一季第8話初登場。星川莉莉的單親爸爸，同時也曾是她的經紀人。現任職於佐賀建設。在莉莉去世後，對讓莉莉工作過勞的事而自責，變得陰沉而且討厭看電視。因為看到成為喪屍的莉莉而開始對法蘭秀秀起興趣，最後在聽了法蘭秀秀的新曲後釋懷，走出喪子之痛。
天吹麗子（聲：松下木聖）
第一季第9話初登場。暴走族“怒羅美”初代總長，舊姓霧島，曾经与咲搭档。雖為暴走族，但現在過著嫁人生子的平凡生活，不希望子女步上暴走族的後塵。
天吹萬梨阿（聲：古賀葵）
第一季第9話初登場。麗子的獨女，暴走族“怒羅美”第八代總長，特攻服上的署名依然用舊母姓「霧島萬梨阿」。十分叛逆母亲。
酒吧店長／徐福（聲：大塚芳忠）
第一季第11話初登場。經營著一間酒吧「BAR New Jofuku」。认识夕雾的过去，知道幸太郎的喪屍計畫。曾預言於令和年初佐賀會滅亡。
於「佐賀事變」篇章確認真實身分為徐福，收留了孤身一人的喜一，被喜一稱作「爺爺」。似乎擁有讓死人復活的力量，曾向夕雾表示佐賀就是自己。俗稱土地公。
楪舞舞（聲：花澤香菜）
第二季第7話正式登場（前幾話以粉絲登場幾幕）。佐賀南高中的女學生，巨乳，性格迷糊，不太乐观。偶然去公共澡堂洗澡时被幸太郎不小心弄摔倒昏迷，被当成死人带回别墅中，而知道法蘭秀秀的秘密。「法蘭秀秀」的狂熱粉絲，尤其喜欢源樱，由于曾经对佐贺如同乡村般而失望，直到遇到法蘭秀秀才变得乐观，令源樱看出如同过去的自己。邀请法蘭秀秀来学校的校园祭表演，并担当了一天的团员。最后承诺会保守法蘭秀秀的秘密。偶像暱稱是7號。

### 其他
警察A（声：吉野裕行）
第一季第1話初登場。36歲。佐贺县当地的小警官，经常遇到法蘭秀秀的成员。第一次发现在雨中且变成喪屍模样的樱，并对其开了一枪，之后被幸太郎击昏。后来樱与爱和純子逃走时又被其发现，连开数枪没击中，被樱等人趁乱逃脱。但未能辨識眾人化粧後的模樣。
死亡金屬大叔（聲：鹿糠光明（死亡金屬大叔A）、佐藤節二（死亡金屬大叔B））
第一季第1話初登場。曾经参加过法蘭秀秀（当时名为“屍娘”）的首次演出而成为她们的粉丝，之后也一直跟随法蘭秀秀的演出活动。
大古場新太（聲：奈良徹）
第一季第5話初登場。佐賀縣情報誌《Sagazine》的資深記者。看到參加「海灘運動會」的紺野純子外表後引起懷疑而調查。之后有跟进“法蘭秀秀”的报道，在第一季结束时已经怀疑到纯子、爱、莉莉的身份。第二季第6話中，目擊到山田妙頭部掉落的場面，開始疑心法蘭秀秀眾人是否為殭屍。在第二季第7話，直至目前已经發現了除了夕霧外所有隊員的真實姓名以及當時意外身亡的新聞。其後與幸太郎見面並對其做出警告，認為幸太郎的行為是在褻瀆死者。后来看出法蘭秀秀的成员真心投入演出，所以也给予相当的协助。
東鶴美沙（聲：納富桃子）
第一季第9話初登場。「殺女」第十代總長「墮天使美沙」，曾是天吹萬梨阿的死對頭。在第二季第6話時成為賽艇選手。

#### 明治時代
百崎喜一（聲：宮野真守）
第二季第8、9話登場。為了拯救佐賀而四處派發傳單的青年。對夕霧一見鍾情。士族出身，父母在佐贺之乱中身亡而抱有强烈的恢复佐贺独立的感情。佐贺恢复动乱事件败露后，被夕雾安排出逃躲避。
伊東正次郎（聲：內山昂輝）
第二季第8、9話登場。喜一的朋友。明治政府安插在佐賀的眼線，负责监视佐贺任何动乱倾向并进行清除，曾经试图劝阻喜一不要再鼓动佐贺恢复的运动。之后在阻止佐贺恢复动乱事件中，在和夕雾对决中被斩毙。
日比谷（聲：平田廣明）
第二季第8話登場。維新元勛，替夕霧贖身到佐賀，並教導夕霧很多事情及技能，讓她能夠在外面世界生活，與夕霧回到佐賀後不久便病故。有流传“不拔剑的吉右卫门”、“日比谷恶鬼”的称号。

## 动画
该系列於2018年7月6日在美國洛杉磯舉行的Anime Expo 2018活動中正式發表，官方宣稱是「新感覺喪屍系動畫」，並公佈了預告PV。8月31日公開了聲優陣容、9月10日公開了主視覺圖和正式PV。9月22日举行了第1话与第2话的严禁剧透先行上映会。第一季全12話，於10月4日起每周四深夜在AbemaTV与AT-X率先開播。
另有2019年11月27日发行的《佐贺偶像是传奇 法兰秀秀 THE BEST》BD专辑，其中收录的《佐贺事变》为夕雾担任主唱的全动画演出MV。
第二季《佐贺偶像是传奇 卷土重来》首播时间为2021年4月8日，共12话。

### 主題曲

#### 第一季
片頭曲《徒花招魂術》（徒花ネクロマンシー，第2話－第11話）
作詞：古屋真；作曲、編曲：加藤裕介；歌唱：法蘭秀秀［源櫻（本渡楓）、二階堂咲（田野麻美）、水野愛（種田梨沙）、紺野純子（河瀨茉希）、夕霧（衣川里佳）、星川莉莉（田中美海）］
片尾曲《走向光明》（光へ，第1話－第6話、第10話、第11話）
作詞：古屋真；作曲、編曲：山下洋介；歌唱：法蘭秀秀［源櫻（本渡楓）、二階堂咲（田野麻美）、水野愛（種田梨沙）、紺野純子（河瀨茉希）、夕霧（衣川里佳）、星川莉莉（田中美海）］
插入曲
《Temptation from the Hell》（第1話）
作曲、編曲：陶山隼
《FANTASTIC LOVERS》（第1話）
作詞：唐澤美帆；作曲：SHIBU、山田龍平；編曲：SHIBU；歌唱：Iron Frill ［水野愛（種田梨沙）、薫（佐藤優希）、ノノ（望月麻衣）、仁奈（大出千夏）、みゆ（松井栞里）］
《歡迎來到佐賀》（ようこそ佐賀へ，第1話）
作曲：清水昭男、Mikki~；編曲：清水昭男；歌唱：屍娘（暫）
《Saga Arcade Rap》（サガ・アーケードラップ，第2話）
作詞：KOMU；作曲：KOMU、SHIBU；編曲：SHIBU；歌唱：Saga Arcade Rappers［饒舌歌手A（木村昴）、饒舌歌手B（武內駿輔）、饒舌歌手C（宮城一貴）］
《DEAD or RAP!!!》（第2話）
作詞：KOMU；作曲：陶山隼、KOMU；編曲：陶山隼；歌唱：Green Face
《覺醒吧RETURNER》（目覚めRETURNER，第3話、第4話、第7話）
作詞、作曲、編曲：木下智哉；歌唱：法蘭秀秀
《Drive-In Tori》（ドライブイン鳥，第5話）
作詞：Drive-In Tori；作曲、編曲：石橋序佳；歌唱：Riz☆Rie
《Drive-In Tori (法蘭秀秀 ver.)》（第5話）
作詞：Drive-In Tori；作曲：石橋序佳；編曲：山下洋；歌唱：法蘭秀秀
《熱血沸騰吧》（アツクナレ，第6話、第7話）
作詞：ma-saya；作曲、編曲：加藤裕介；歌唱：法蘭秀秀
《Jellyfish》（ゼリーフィッシュ，第7話）
作詞：唐澤美帆；作曲、編曲：山田龍平；歌唱：Iron Frill［詩織（德井青空）、金（金子千紗）、真琴（日野向葵）、光（真央）、珠子（遠野まゆ）］
《Peace & Love》（第7話）
作詞：YU-G，作曲：YU-G、陶山隼，編曲：陶山隼，歌唱：
《To My Dearest》（第8話）
作詞：古屋真；作曲、編曲：山下洋介；歌唱：法蘭秀秀
《特攻DANCE》（第9話）
作詞：古屋真、磯崎健史；作曲、編曲：磯崎健史；歌唱：法蘭秀秀
《鹿島一聲浮立》（鹿島一声浮立，第9話）
作詞：橋本野醉；作曲：市川昭介
《復甦吧》（ヨミガエレ，第12話）
作詞：古屋真；作曲、編曲：浅利進吾；歌唱：法蘭秀秀
《讓FLAG迎風飄揚吧》（FLAGをはためかせろ！，第12話）
作詞：淺利進吾；編曲：SHIBU；歌唱：法蘭秀秀

#### 第二季
片頭曲《大河啊一同哭泣吧》（大河よ共に泣いてくれ）
作詞：古屋真；作曲、編曲：加藤裕介；歌唱：法蘭秀秀［源櫻（本渡楓）、二階堂咲（田野麻美）、水野愛（種田梨沙）、紺野純子（河瀨茉希）、夕霧（衣川里佳）、星川莉莉（田中美海）］
片尾曲《將夢想掌握手中，漫步於沒有歸處的日子》（夢を手に、戻れる場所もない日々を）
作詞：古屋真；作曲、編曲：山下洋介；歌唱：法蘭秀秀［源櫻（本渡楓）、二階堂咲（田野麻美）、水野愛（種田梨沙）、紺野純子（河瀨茉希）、夕霧（衣川里佳）、星川莉莉（田中美海）］
插入曲
《絕不浪費魷魚之魂～小島食品工廠株式會社社歌～》（イカの魂無駄にはしない～小島食品工場株式会社社歌～）（第1話）
作詞、作曲、編曲：磯崎健史；歌唱：小島食品工廠員工
《REVENGE》（第1話、第12話）
作詞：古屋真；作曲：淺利進吾；編曲：加藤裕介；歌唱：法蘭秀秀
《讓佐賀之所以是佐賀～主題曲～》（佐賀がサガであるために～テーマ～）（第2話）
作曲、編曲：山下洋介
《讓佐賀之所以是佐賀～Jingle～》（佐賀がサガであるために～ジングル～）（第2話）
作曲、編曲：山下洋介
《breath of SAGA》（第2話）
作曲、編曲：山下洋介；歌唱：唐澤美帆
《討厭刮強風的日子嗎？》（風の強い日は嫌いか？）（第2話）
作詞、作曲、編曲：磯崎健史；歌唱：白龍
《討厭刮強風的日子嗎？FranChouChou cover》（風の強い日は嫌いか？FranChouChou cover）（第2話）
作詞、作曲、編曲：磯崎健史；歌唱：法蘭秀秀
《Nope!!!!!》（第3話）
作詞：唐澤美帆；作曲、編曲：山田龍平；歌唱：Iron Frill
《覺醒吧RETURNER（3號獨唱ver.）》（目覚めRETURNER（3号ソロver.））（第3話）
作詞、作曲、編曲：木下智哉；歌唱：法蘭秀秀3號
（第3話）
作詞、作曲、編曲：山下洋介；歌唱：紺野純子
《STOMP!!!!!》（第3話）
作曲、編曲：陶山隼
《激昂Survive》（激昂サバイブ）（第4話）
作詞：KOMU、ma-saya；作曲：KOMU、加藤裕介；編曲：加藤裕介；歌唱：法蘭秀秀
《覺醒吧RETURNER（Electric Returner Type "R"）》（目覚めRETURNER（Electric Returner Type "R"））（第4話）
作詞、作曲、編曲：木下智哉；歌唱：法蘭秀秀
《命》（第5話）
作詞：ARISA；作曲、編曲：陶山隼；歌唱：大空來人
《Little Bodda Bope》（リトルパラッポ）（第5話）
作曲：陶山隼、木下智哉；編曲：木下智哉；歌唱：法蘭秀秀6號
《今天吃咖哩啊耶耶耶》（今日はカレーだイェイイェイイェイ）（第6話）
作詞、作曲、編曲：磯崎健史；歌唱：
《Showdown》（第6話）
作曲、編曲：陶山隼
《為你獻上真心》（ぶっちゃけてフォーユー）（第7話）
作詞：古屋真；作曲、編曲：川崎智哉；歌唱：法蘭秀秀
《走向光明（with 7號ver.）》［］（第7話）
作詞：古屋真；作曲、編曲：山下洋介；歌唱：法蘭秀秀
（第8話）
作曲、編曲：陶山隼
《佐賀事變》（佐賀事変）（第9話）
作詞：古屋真；作曲：原一博；編曲：山下洋介；歌唱：法蘭秀秀
《Never ending saga》（第11話）
作詞：古屋真；作曲、編曲：山下洋介；歌唱：巽幸太郎
《順風Travelers》（追い風トラベラーズ）（第12話）
作詞：古屋真；作曲：原一博；編曲：山下洋介；歌唱：法蘭秀秀
《ChouChouture》（第12話）
作曲、編曲：加藤裕介
《閃閃發光吧》（第12話）
作詞：古屋真；作曲、編曲：加藤裕介；歌唱：法蘭秀秀

### 各話列表
| 話數     | 日文標題               | 中文标题 | 劇本     | 分鏡            | 演出                                | 作畫監督                                                                    | 總作畫監督               | 片尾預告 |
| 第一季   | 第一季                 | 第一季   | 第一季   | 第一季          | 第一季                              | 第一季                                                                      | 第一季                   | 第一季   |
| -------- | ---------------------- | -------- | -------- | --------------- | ----------------------------------- | --------------------------------------------------------------------------- | ------------------------ | -------- |
| 第一話   |                        |          | 村越繁   | 境宗久          | 境宗久、佐藤威                      | 桑原幹根、桑原剛 佐佐木貴宏、二松真理                                       | 崔文英                   | 源櫻     |
| 第二話   | I♡HIPHOP SAGA          |          | 村越繁   | 石田貴史        | 石田貴史                            | 大島美和、和田伸一 仁井學、二松真理 首藤武夫                                | 崔文英                   | 二階堂咲 |
| 第三話   | DEAD OR LIVE SAGA      |          | 增本拓也 | 伊藤達文        | 伊藤達文                            | 桑原剛、松本昌代 兒玉健二、門智昭                                           | 桑原幹根                 | 紺野純子 |
| 第四話   |                        |          | 村越繁   | 清水久敏 境宗久 | 境宗久、佐藤威                      | 成松義人、凌空凜 桑原剛、岡真理子                                           | 深川可純 崔文英          | 夕霧     |
| 第五話   |                        |          | 增本拓也 | 佐藤威          | 佐藤威                              | 佐佐木貴宏、柳隆太                                                          | 桑原幹根                 | 水野愛   |
| 第六話   |                        |          | 村越繁   | 後藤康德        | 後藤康德                            | 桑原剛、栗原基彥 服部憲知、兒玉健二                                         | 桑原幹根                 | 紺野純子 |
| 第七話   |                        |          | 村越繁   | 境宗久 伊藤達文 | 清水久敏、佐藤威 宇田鋼之介、境宗久 | 柳隆太、岡真理子 村長由紀、桑原幹根                                         | 崔文英                   | 星川莉莉 |
| 第八話   |                        |          | 村越繁   | 石田貴史        | 石田貴史                            | 桑原剛、細田沙織 門智昭                                                     | 桑原幹根                 | 二階堂咲 |
| 第九話   |                        |          | 增本拓也 | 佐藤威          | 佐藤威                              | 佐佐木貴宏、和田伸一 高乘陽子                                               | 崔文英                   | 夕霧     |
| 第十話   | NO ZOMBIE NO IDOL SAGA |          | 增本拓也 | 後藤康德        | 後藤康德                            | 柳隆太、岡真理子 村長由紀、飯飼一幸                                         | 桑原幹根                 | 星川莉莉 |
| 第十一話 |                        |          | 村越繁   | 宇田鋼之介      | 宇田鋼之介                          | 桑原剛、細田沙織                                                            | 崔文英                   | 源櫻     |
| 第十二話 |                        |          | 村越繁   | 境宗久 清水久敏 | 境宗久 清水久敏                     | 佐佐木贵宏、和田伸一 高乘阳子、柳隆太 川元麻里子、桑原刚                    | 深川可纯 桑原干根 崔文英 | 不適用   |
| 第二季   |                        |          |          |                 |                                     |                                                                             |                          |          |
| 第一話   |                        |          | 村越繁   | 境宗久          | 境宗久                              | 桑原剛、 小笠原篤、細田沙織                                                 | 崔文英 桑原幹根          | 源櫻     |
| 第二話   |                        |          | 村越繁   | 石田貴史        | 石田貴史                            | 後藤有宏、日高真由美 村長由紀、佐藤元 桑原剛、佐佐木守                      | 崔文英 桑原幹根          | 二階堂咲 |
| 第三話   |                        |          | 吉村清子 | 佐藤威          | 岡本泰知                            | 野田康行、龜谷響子                                                          | 不適用                   | 紺野純子 |
| 第四話   |                        |          | 吉村清子 | 佐藤威          | 佐藤威                              | 井元一彰、小笠原篤 高乘陽子、桑原剛 早乙女啓                                | 桑原幹根 崔文英          | 水野愛   |
| 第五話   |                        |          | 吉村清子 | 石田貴史        | 後藤康德 石田貴史                   | 細田沙織、 高橋紀子、工藤利春                                               | 崔文英 桑原幹根 山口仁七 | 星川莉莉 |
| 第六話   |                        |          | 村越繁   | 吉村愛          | 金子貴弘                            | 野田康行、宮西多麻子 中本尚、宮地聰子 一居一平、佐佐木守 和田伸一、袴田裕二 | 崔文英 桑原幹根 山口仁七 | 源櫻     |
| 第七話   |                        |          | 村越繁   | 岡本泰知        | 岡本泰知                            | 宮西多麻子、日高真由美 後藤有宏、村長由紀 河村明夫、窪敏                    | 崔文英 桑原幹根 山口仁七 | 夕霧     |
| 第八話   |                        |          | 吉村清子 | 森本育郎        | 石田貴史 宇田鋼之介                 | 桑原剛、小笠原篤 早乙女啓、袴田裕二 和田伸一、一居一平 井元一彰             | 崔文英 桑原幹根 山口仁七 | 夕霧     |
| 第九話   |                        |          | 吉村清子 | 森本育郎        | 佐藤威                              | 、細田沙織 高乘陽子、宮地聰子 迫江沙羅、野田康行 宮田奈保美                 | 崔文英 桑原幹根 山口仁七 | 二階堂咲 |
| 第十話   |                        |          | 村越繁   | 宇田鋼之介      | 清水久敏                            | 宮西多麻子、工藤利春 後藤有宏、日高真由美 村長由紀                          | 崔文英 桑原幹根          | 紺野純子 |
| 第十一話 |                        |          | 村越繁   | 宇田鋼之介      | 宇田鋼之介                          | 小笠原篤、細田沙織 、井元一彰 和田伸一、桑原剛 早乙女啓                     | 崔文英 桑原幹根 山口仁七 | 源櫻     |
| 第十二話 |                        |          | 村越繁   | 境宗久 清水久敏 | 境宗久                              | 宮地聰子、村長由紀 宮西多麻子、後藤有宏 野田康行、迫江沙羅                  | 崔文英 桑原幹根 山口仁七 | 不適用   |

### 播放平台
日本深夜動畫：下文記載的日本国内播放時間使用日本標準時間（UTC+9）表示。因為部分時間标识會採用30小时制，因此請留意这类超过24:00的时间，其實際播放時間為翌日清晨。
| 播放地区 | 播放电视台  | 播放日期                | 播放时间            | 备注                           |
| -------- | ----------- | ----------------------- | ------------------- | ------------------------------ |
| 日本全国 | AbemaTV     | 2018年10月4日－12月20日 | 星期四 23:30－24:00 | 互联网电视台                   |
| 日本全国 | AT-X        | 2018年10月4日－12月20日 | 星期四 23:30－24:00 | 製作局，通信卫星广播           |
| 东京都   | TOKYO MX    | 2018年10月4日－12月20日 | 星期四 24:00－24:30 | 独立局成员                     |
| 兵库县   | SUN电视台   | 2018年10月4日－12月20日 | 星期四 24:00－24:30 | 独立局成员                     |
| 日本全国 | BS11        | 2018年10月4日－12月20日 | 星期四 24:30－25:00 | 广播卫星广播，「ANIME+」内节目 |
| 佐贺县   | 佐贺电视台  | 2018年10月5日－12月22日 | 星期五 25:25－25:55 | 作品的现实背景地               |
| 福冈县   | TVQ九州放送 | 2018年10月5日－12月22日 | 星期五 25:58－26:28 |                                |

| 播放地区 | 播放电视台  | 播放日期        | 播放时间                     | 备注                       |
| -------- | ----------- | --------------- | ---------------------------- | -------------------------- |
| 台灣     | i-Fun動漫台 | 2021年4月18日－ | 星期日 11:30－12:00（UTC+8） | 中華電信MOD，當日21:30重播 |

網路播映部分：日本當地多家影音平台於10月7日起提供該作点播。
| 播放地區         | 網路播放平台   | 播放日期                | 播放時間（UTC+8） | 備註         |
| ---------------- | -------------- | ----------------------- | ----------------- | ------------ |
| 中國大陸         | AcFun          | 2018年10月4日－12月20日 | 星期五 00:30 更新 | 簡體中文字幕 |
| 香港、澳門、臺灣 | bilibili       | 2018年10月4日－12月20日 | 星期五 00:30 更新 | 繁體中文字幕 |
| 香港             | myTV SUPER     | 2018年10月4日－12月20日 | 星期五 00:30 更新 | 繁體中文字幕 |
| 臺灣             | 巴哈姆特動畫瘋 | 2019年1月8日            | 不適用            | 繁體中文字幕 |
| 臺灣             | LINE TV        | 2019年1月18日           | 不適用            | 繁體中文字幕 |

| 播放地區         | 網路播放平台          | 播放日期      | 播放時間（UTC+8） | 備註                                               |
| ---------------- | --------------------- | ------------- | ----------------- | -------------------------------------------------- |
| 臺灣             | 巴哈姆特動畫瘋        | 2021年4月8日  | 星期四 23:45 更新 | 繁體中文字幕                                       |
| 臺灣             | 中華電信MOD           | 2021年4月8日  | 星期四 23:45 更新 | 繁體中文字幕                                       |
| 臺灣             | Hami Video            | 2021年4月8日  | 星期四 23:45 更新 | 繁體中文字幕                                       |
| 臺灣             | myVideo 影音隨看      | 2021年4月8日  | 星期四 23:45 更新 | 繁體中文字幕                                       |
| 臺灣             | 遠傳friDay影音        | 2021年4月8日  | 星期四 23:45 更新 | 繁體中文字幕                                       |
| 臺灣             | 中嘉bb寬頻.bbTV       | 2021年4月8日  | 星期四 23:45 更新 | 繁體中文字幕                                       |
| 臺灣             | KKTV                  | 2021年4月8日  | 星期四 23:45 更新 | 繁體中文字幕                                       |
| 臺灣             | LINE TV               | 2021年4月8日  | 星期四 23:45 更新 | 繁體中文字幕                                       |
| 臺灣             | Yahoo TV 一起看       | 2021年4月8日  | 星期四 23:45 更新 | 繁體中文字幕                                       |
| 臺灣             | CATCHPLAY             | 2021年4月8日  | 星期四 23:45 更新 | 繁體中文字幕                                       |
| 香港、澳門       | Viu OTT               | 2021年4月8日  | 星期四 23:45 更新 | 繁體中文外掛字幕                                   |
| 香港、澳門       | 木棉花當地YouTube頻道 | 2021年4月8日  | 星期四 23:45 更新 | 繁體中文字幕                                       |
| 亞洲             | 木棉花當地YouTube頻道 | 2021年4月8日  | 星期四 23:45 更新 | 簡體中文、英文字幕（兩種字幕版本分開上傳）         |
| 馬來西亞         | 木棉花當地YouTube頻道 | 2021年4月8日  | 星期四 23:45 更新 | 簡體中文、馬來文、英文字幕（三種字幕版本分開上傳） |
| 泰國             | 木棉花當地YouTube頻道 | 2021年4月8日  | 星期四 23:45 更新 | 泰語字幕                                           |
| 越南             | 木棉花當地YouTube頻道 | 2021年4月8日  | 星期四 23:45 更新 | 越南語字幕                                         |
| 印度尼西亞       | 木棉花當地YouTube頻道 | 2021年4月8日  | 星期四 23:45 更新 | 印度尼西亞語字幕                                   |
| 中國大陸         | bilibili              | 2021年4月8日  | 星期四 23:45 更新 | 簡體中文字幕，當地獨播                             |
| 香港、澳門、臺灣 | bilibili              | 2021年4月8日  | 星期四 23:45 更新 | 簡體中文外掛字幕                                   |
| 東南亞           | bilibili              | 2021年4月8日  | 星期四 23:45 更新 | 簡體中文、泰文、英文外掛字幕                       |
| 臺灣             | 木棉花臺灣YouTube頻道 | 2021年4月11日 | 星期日 22:30 更新 | 繁體中文字幕                                       |

## 音樂

### CD
单曲CD《徒花招魂術》和《走向光明》由avex pictures於2018年11月28日发售。另外在《徒花招魂術》CD中还收录了插曲《FANTASTIC LOVERS》以及两曲的无人声版；《走向光明》CD中还收录了《Jellyfish》以及两曲的无人声版。
2019年11月27日發行佐賀偶像是傳奇 法蘭秀秀 THE BEST專輯。除收錄第一季的歌以外，另收入了兩首新歌《佐賀事變》及《閃閃發光吧（輝いて）》。

### BD

#### 第一季
藍光光碟套装全3卷，每卷收录4话，并且每卷附有一张收录插入曲的特典CD，由avex pictures分别预定于2018年12月21日，2019年2月22日、4月26日发售。
| 卷數   | 發行日期       | 收錄話數      | 規格編號     | 銷量（套） |
| ------ | -------------- | ------------- | ------------ | ---------- |
| SAGA.1 | 2018年12月21日 | 第1話－第4話  | EYXA-12123/B | 24,679     |
| SAGA.2 | 2019年2月22日  | 第5話－第8話  | EYXA-12124/B | 18,763     |
| SAGA.3 | 2019年4月26日  | 第9話－第12話 | EYXA-12125/B | 19,308     |

#### 第二季 捲土重來
| 卷數    | 發行日期      | 收錄話數      | 規格編號        | 銷量（套） |
| ------- | ------------- | ------------- | --------------- | ---------- |
| 復仇1卷 | 2021年6月25日 | 第1話－第4話  | EYXA-13353/B～C | 9,876      |
| 復仇2卷 | 2021年7月30日 | 第5話－第8話  | EYXA-13354/B～C | 6,701      |
| 復仇3卷 | 2021年8月27日 | 第9話－第12話 | EYXA-13355/B～C | 6,808      |

## 聲優演唱會
2018年12月15日幕張展覽館的CygamesFes2018中為法蘭秀秀配音的聲優進行約一小時的演出，節目名為「佐賀偶像是傳奇～和法蘭秀秀一起～」（日语：ゾンビランドサガ 〜フランシュシュといっしょ〜），包括《徒花招魂術》和《走向光明》的演唱。
2019年3月17日在品川Intercity Hall舉辦了獨立演唱會「佐賀偶像是傳奇LIVE～法蘭秀秀大家一起喊出来～」（日语：ゾンビランドサガLIVE 〜フランシュシュみんなでおらぼう！〜），共日間及夜間兩場。為法蘭秀秀、2008及2018年Iron Frill配音的聲優均有參演並獻唱2018年動畫的大部分曲目，節目約兩小時。
2019年7月27日在唐津市鄉土會館Arpino舉行第三次表演。
2020年3月8日原本預定在幕張Event Hall舉辦演唱會「佐賀偶像是傳奇LIVE～法蘭秀秀 LIVE OF THE DEAD～」（日语：ゾンビランドサガLIVE～フランシュシュ LIVE OF THE DEAD～），後因2019冠状病毒病疫情的影響而中止。2021年2月27日預定在府中森林藝術劇場Dream Hall舉辦前述演唱會的「Revenge演唱會」。
於2021年1月2日宣佈相隔約一年復辦演唱會，在2021年1月1日公佈動畫二期後，翌日宣佈於2021年2月27日在府中之森藝術劇場Dream Hall舉演唱會「佐賀偶像是傳奇LIVE～法蘭秀秀 LIVE OF THE DEAD“R”～」（日语：ゾンビランドサガLIVE 〜フランシュシュ LIVE OF THE DEAD "R" 〜），同時有現場觀眾門票入場外，亦有在特定網站或頻道觀看線上直播門票發售。在是次演唱會過程中，率先演唱了動畫二期的ED「夢を手に、戻れる場所もない日々を」作為特別演唱歌曲。
2021年10月16、17日在幕張展覽館舉辦演唱會「 佐賀偶像是傳奇LIVE～法蘭秀秀 與佐賀一起狂歡～」（日语：ゾンビランドサガLIVE～フランシュシュ 佐賀よ共にわいてくれ～）， 並在17日的LIVE上公布製作佐賀偶像是傳奇電影。

## 衍生漫畫
佐賀偶像是傳奇
改编自动画的同名漫画由空路惠作画，于2018年10月8日开始在Cygames的免费漫画网站Cycomics连载。除还原动画剧情外增加佐贺县当地美食和景点介绍内容。
佐賀偶像是傳奇外傳 The First Zombie（暫譯）
由動畫的角色設計深川可純作畫的外傳漫畫，講述山田妙生前的故事。《Ultra Jump》2021年6月號開始連載。

## 舞台剧
原訂2020年3月11至14日在東京草月會館公演七場，因2019冠狀病毒病東京都疫情順延到9月5至6日公演四場，內容涵蓋動畫第一至七話劇情，導演是村井雄，劇團四元五零分所有演員皆戴上口罩演出。

### 演員表
- 源櫻：本西彩希帆
- 二階堂咲：鈴木友梨耶
- 水野愛：松岡里英
- 紺野純子：北原侑奈
- 夕霧：坂本澪香
- 星川莉莉：高梨莉
- 山田妙：森田亞沙美
- 巽幸太郎：大橋典之
- 死亡金屬大叔A：足立信彥
- 死亡金屬大叔B：田中彪
- 流行樂團：平本胡桃

## 迴響
2018年9月22日举行了第1话、第2话的先行上映会，来场者签订严禁剧透誓约书，调查投票显示：认为是预想外的展开的有88%，满意度达96%。
播放前，故事詳情不明、公開的宣傳動畫看上去像是恐怖動畫，但實際上是變成了喪屍的少女們目標成爲當地偶像振興佐賀的故事；第一話播出後，引發巨大反響，網絡上紛紛留言稱「和預想的不一樣」「原來是偶像……」，并且登上Twitter趨勢榜第一。
动画播出后被各国观众喜爱和讨论，被评价为季度新番最大黑马。
其意外的巨大反響亦吸引佐賀縣本地關注，當地報章佐賀新聞從動畫播出後亦開始報導作品動向，並在2019年3月14日刊行登載製作人員訪問及取景地資訊的聖地巡禮特刊。另外在動畫播放中的2018年12月14日，取景地之一唐津市市議會的一名議員，也在第五次正式會議中向市政府質詢相關内容。

### 評價
觀看完第一話後，動畫新聞網的詹姆斯·贝克特認爲女主角突然被車撞死並伴隨著死亡金屬音樂這一開場以完美的方式為本作的怪誕恐怖奠定了基礎；西伦· 马丁稱将偶像与重金属音乐结合起来实际上并不夸张（比如BABYMETAL），但在此之前并没有这样的動畫；保罗·詹森表示喪屍恐怖與偶像喜劇的組合非常新鮮，第一話非常令人愉悅。

### 銷量
根據Oricon公信榜數字，《佐賀偶像是傳奇》一片的第一卷在發售首周錄得12,640套的銷售量，為2018年秋季動畫中的第一名。截至2019年4月22日公布的每周榜單為止，第一卷的銷售量為23,867套。

### 禁播
根据消息，俄罗斯法院以涉及转生的概念会令人认为死后的世界比现在更好为由，禁止了多部異世界类型作品的发行，其中点名包括本作。

## 外部連結
- （日語）官方网站
- （日語）漫画连载官网 （页面存档备份，存于）
- （日語）佐賀偶像是傳奇的X（前Twitter）
- （英文）佐賀偶像是傳奇（動畫）在動畫新聞網百科全書中的資料（英文）